# X.com
X.com var en internetbank grundad i mars 1999 av Elon Musk, Edward Ho, Harris Fricker och Cristopher Payne som senare slogs samman med Confinity och bytte namn till PayPal.

## Grundandet
I mars 1999 grundade Elon Musk, Ho, Harris Fricker och Cristopher Payne X.com som ett finansiellt startup företag. Musk investerade 12 miljoner dollar. 
Dom startade i ett hus men flyttade snart till kontoret på 394 University Avenue i Palo Alto, California, United States. 
Fem månader efter företagets grundande hotade Harris Fricker med att lämna företaget och starta en konkurrent om han inte fick rollen som CEO. Elon sa till honom att gå. Fricker, Ho och andra nyckelpersoner på X.com lämnade företaget. 
Precis innan företaget skulle bli ett publikt handlat företag i december 1999 avskedade X.coms investerare Elon Musk som CEO och satte in Bill Harris som tidigare varit CEO på Intuit.